# Мануково (Тверская область)
Мануково — деревня в Кимрском районе Тверской области. Входит в состав Ильинского сельского поселения.

## География
Находится в юго-восточной части Тверской области на расстоянии приблизительно 12 км на северо-запад по прямой от районного центра города Кимры в левобережной части района.

## История
Известна была с 1628 года как деревня Манулково с 8 дворами, владение старицы Мстиславской. В 1780-х годах отмечается как бывшая собственность Троицко-Сергиевской лавры, здесь 31 двор. В 1859 году здесь (деревня Корчевского уезда Тверской губернии) было учтено 32 двора, в 1887 — 34.

## Население
Численность населения: 188 человек (1780-е годы), 193 (1859 год), 226 (1887), 4 (мордва 75 %) в 2002 году, 1 в 2010.